# گرگوریو مارانیون
گرگوریو مارانیون (انگلیسی: Gregorio Marañón؛ ۱۹ مه ۱۸۸۷ – ۲۷ مارس ۱۹۶۰) پزشک متخصص غدد درون‌ریز و متابولیسم، دانشمند، مورخ، نویسنده و فیلسوف اهل اسپانیا بود.
«نشانهٔ مارانیون» در پزشکی به افتخار او نامگذاری شده‌است، نشانه‌ای در معاینه پزشکی که شک را به احتمال ابتلای بیمار به «گواتر تحت جناغی» افزایش می‌دهد.